# Bothriocroton hydrosauri
Bothriocroton hydrosauri är en fästingart som beskrevs av Henry Denny 1843. Bothriocroton hydrosauri ingår i släktet Bothriocroton och familjen hårda fästingar. Inga underarter finns listade.